# Rochester, Pennsylvania
Rochester är en ort i Beaver County i delstaten Pennsylvania, USA.